# Tầng Ypres
| Hệ/ Kỷ                               | Thống/ Thế | Bậc / Kỳ   | Tuổi (Ma)    | Tuổi (Ma) |
| ------------------------------------ | ---------- | ---------- | ------------ | --------- |
| Neogen                               | Miocen     | Aquitane   | trẻ hơn      |           |
| Paleogen                             | Oligocen   | Chatti     | 23.03 - 28.1 |           |
| Paleogen                             | Oligocen   | Rupel      | 28.1 - 33.9  |           |
| Paleogen                             | Eocen      | Priabona   | 33.9 - 37.8  |           |
| Paleogen                             | Eocen      | Barton     | 37.8 - 41.2  |           |
| Paleogen                             | Eocen      | Lutetia    | 41.2 - 47.8  |           |
| Paleogen                             | Eocen      | Ypres      | 47.8 - 56    |           |
| Paleogen                             | Paleocen   | Thanet     | 56 - 59.2    |           |
| Paleogen                             | Paleocen   | Seland     | 59.2 - 61.6  |           |
| Paleogen                             | Paleocen   | Đan Mạch   | 61.6 - 66    |           |
| Creta                                | Thượng     | Maastricht | cổ hơn       |           |
| Phân chia Paleogen theo ICS, 8/2018. |            |            |              |           |

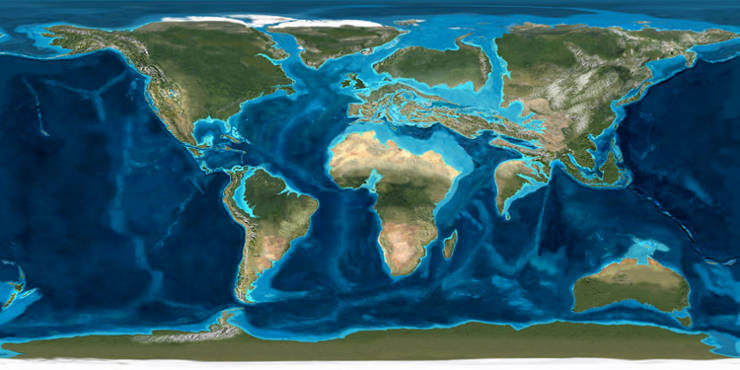
Tầng Ypres

Tầng Ypres là tầng đầu tiên của thế Eocen. Nó trải dài trong khoảng thời gian từ 56,0 ± 0,2 triệu năm trước (Ma) tới 47,8 ± 0,2 Ma. Tầng này được đặt tên theo Ypres, Bỉ. Đá phiến sét Messel nổi tiếng tại Đức thuộc về tầng này. Các loài linh trưởng (Primates) có lẽ đã xuất hiện vào khoảng 55 Ma, mặc dù đồng hồ phân tử và các phát hiện mới của cổ sinh vật học cho rằng chúng có thể đã tồn tại từ sớm hơn, vào cuối kỷ Phấn Trắng, cỡ 90 Ma.